# Transistor de ADN de efecto de campo
Un transistor de ADN de efecto de campo (o DNAFET, de DNA field-effect transistor) es un transistor de efecto de campo (FET) que utiliza el efecto de campo generado por las cargas parciales de las moléculas de ADN para actuar como un biosensor.  La estructura de los DNAFET es similar a la de los MOSFET, con la excepción de la estructura de la puerta que, en los DNAFET, es reemplazada por una capa de moléculas de cadenas sencillas de ADN que actúan como receptores de superficie.  Cuando  las cadenas del ADN complementario hibridan los receptores, cambia la distribución de la carga cerca de la superficie, lo que modula el transporte en curso a través del transductor semiconductor.    
Se pueden usar chips de DNAFET para detectar polimorfismos de nucleótido simple (que pueden causar varias enfermedades hereditarias) y para secuenciación de ADN.  Su principal ventaja en comparación con los métodos de detección óptica de uso común actualmente, es que no requieren el marcaje de moléculas.  Además, trabajan continuamente y (casi) en tiempo real.  Los DNAFET son altamente selectivos, ya que sólo uniones específicas modulan el transporte de carga.